# Pedro Rubiano Sáenz

Pedro kardinál Rubiano Sáenz (13. září 1932 Cartago – 15. dubna 2024) byl kolumbijský římskokatolický kněz, bývalý arcibiskup Bogoty, kardinál.
Kněžské svěcení přijal 8. července 1956, ve studiích poté pokračoval v zahraničí – v Kanadě, USA a v Chile. Působil jako duchovní v arcidiecézi Cali, kaplanem ve vojenských i veřejných školách. Zastával rovněž funkce v arcidiecézní kurii, byl i vicerektorem zdejšího semináře.
V červnu 1971 byl jmenován biskupem diecéze Cúcuta, biskupské svěcení přijal 11. července téhož roku. Po dvanácti letech působení v této diecézi byl v březnu 1983 jmenován arcibiskupem-koadjutorem v Cali, v únoru 1985 se ujal řízení této arcidiecéze. V prosinci 1994 nastoupil na místo arcibiskupa Bogoty. V únoru 2001 ho papež Jan Pavel II. jmenoval kardinálem. V letech 2002 až 2008 byl předsedou Kolumbijské biskupské konference.
V červenci 2010 vzhledem k dovršení kanonického věku rezignoval na funkci arcibiskupa Bogoty. Jeho nástupcem se stal Rubén Salazar Gómez.